# Udeniomyces puniceus
Udeniomyces puniceus är en svampart som först beskrevs av Komag. & Nakase, och fick sitt nu gällande namn av Nakase & Takem. 1992. Udeniomyces puniceus ingår i släktet Udeniomyces och familjen Cyfstofilobasidiaceae.   Inga underarter finns listade i Catalogue of Life.